# 新世代が解く!ニッポンのジレンマ
新世代が解く!ニッポンのジレンマ（しんせだいがとくニッポンのジレンマ）は、NHK Eテレで2012年1月1日から2019年3月31日まで放送されたテレビ番組である。

## 概要
1970年以降に生まれた新世代の論客たちが、日本の諸問題について討議する討論番組である。2013年3月までは不定期放送であったが、2013年4月から月1回（毎月最終週土曜日深夜、および毎年元日の深夜）定期放送化された。

## 放送リスト
| 回 | タイトル                                                     | 司会                         | 放送日時                           |
| -- | ------------------------------------------------------------ | ---------------------------- | ---------------------------------- |
| 1  | 震災の年から希望の年へ                                       | 堀潤、杉浦友紀               | 2012年01月01日 日曜日23:00 - 26:00 |
| 2  | 決められないニッポン〜民主主義の限界?〜                      | 堀潤、片山千恵子             | 2012年03月31日 土曜日23:55 - 25:55 |
| 3  | 僕らの救国の教育論                                           | 堀潤                         | 2012年05月11日 金曜日24:00 - 25:30 |
| 4  | 僕らの楽しい資本主義                                         | 青井実                       | 2012年08月31日 金曜日24:00 - 25:30 |
| 5  | 僕らの国際関係論                                             | 青井実                       | 2012年09月28日 金曜日24:00 - 25:30 |
| 6  | 格差を超えて 僕らの新たな働き方                              | 青井実、中村慶子             | 2013年01月01日 火曜日23:00 - 25:30 |
| 7  | 僕らの復興論                                                 | 青井実                       | 2013年03月08日 金曜日24:00 - 25:15 |
| 8  | 僕らの地域活性化作戦                                         | 青井実、中村慶子             | 2013年03月29日 金曜日24:00 - 25:30 |
| 9  | “絶望の国”の幸福論2013                                       | 青井実、古市憲寿             | 2013年04月27日 土曜日24:00 - 25:00 |
| 10 | “いいね”時代のツナガリ論                                     | 青井実、古市憲寿             | 2013年05月25日 土曜日24:30 - 25:30 |
| 11 | 数理のチカラ、僕らの未来                                     | 青井実、古市憲寿             | 2013年06月29日 土曜日24:00 - 25:30 |
| 12 | 僕らの新資本主義                                             | 青井実、古市憲寿             | 2013年07月27日 土曜日24:30 - 25:30 |
| 13 | 田原×古市 2013夏のダイアローグ                               | 古市憲寿                     | 2013年08月31日 土曜日24:00 - 25:00 |
| 14 | “救国”の大学論                                               | 青井実、古市憲寿             | 2013年09月28日 土曜日24:00 - 25:00 |
| 15 | いま芸術は…?クリエイター原論2013                             | 青井実、古市憲寿             | 2013年10月26日 土曜日24:30 - 25:30 |
| 16 | 新TOKYO論                                                    | 青井実、古市憲寿             | 2013年11月30日 土曜日24:00 - 25:00 |
| 17 | 僕らの新グローカル宣言                                       | 青井実、古市憲寿             | 2013年12月21日 土曜日24:00 - 25:00 |
| 18 | 僕らが描く この国のカタチ2014                                | 青井実、古市憲寿、橋本奈穂子 | 2014年01月01日 水曜日23:00 - 25:30 |
| 19 | 今 読者はどこに? 2014編集者の挑戦                            | 青井実、古市憲寿             | 2014年02月22日 土曜日24:00 - 25:00 |
| 20 | “言葉はどこまで届いているか?” 〜ジレンマフェス2014〜         | 青井実、古市憲寿             | 2014年03月29日 土曜日24:00 - 25:20 |
| 21 | “救国”の大学論２０１４                                       | 青井実、古市憲寿             | 2014年04月26日 土曜日24:00 - 25:20 |
| 22 | 新時代の会社活用作戦                                         | 青井実、古市憲寿             | 2014年05月31日 土曜日24:00 - 25:00 |
| 23 | 僕らのキャリアデザイン論                                     | 青井実、古市憲寿             | 2014年06月28日 土曜日24:00 - 25:00 |
| 24 | 僕らのアグリビジネス論                                       | 青井実、古市憲寿             | 2014年07月26日 土曜日24:30 - 25:30 |
| 25 | 今そこにある 無業社会                                        | 青井実、古市憲寿             | 2014年09月27日 土曜日24:00 - 25:00 |
| 26 | ネットの“みんな”は今どこに？〜参加とポピュリズムのジレンマ〜 | 青井実、古市憲寿             | 2014年10月25日 土曜日24:00 - 25:20 |
| 27 | 情報って何だ？ＷＥＢ2.0は今                                  | 青井実、古市憲寿             | 2014年11月29日 土曜日24:00 - 25:00 |
| 28 | ニッポンの大転換２０１５                                     | 青井実、古市憲寿、中村慶子   | 2015年01月01日 木曜日23:00 - 25:30 |
| 29 | 資本主義のジレンマ大研究                                     | 青井実、古市憲寿             | 2015年02月28日 土曜日24:00 - 25:00 |
| 30 | 競争から共創へ＠大阪                                         | 青井実、古市憲寿             | 2015年03月28日 土曜日24:00 - 25:14 |
| 31 | 大学のジレンマ？教育のジレンマ？                             | 青井実、古市憲寿             | 2015年04月25日 土曜日24:00 - 25:30 |
| 32 | 人口減少社会のジレンマ大研究                                 | 青井実、古市憲寿             | 2015年05月30日 土曜日24:15 - 25:45 |
| 33 | 男女共同参画社会のジレンマ大研究                             | 青井実、古市憲寿             | 2015年06月27日 土曜日24:15 - 25:45 |
| 34 | ビッグデータのジレンマ大研究                                 | 青井実、古市憲寿             | 2015年07月25日 土曜日24:30 - 25:30 |

反響・ゼミ編
| タイトル                         | 出演者                 | 放送日時                          |
| -------------------------------- | ---------------------- | --------------------------------- |
| 民主主義の限界?                  | 哲学者・萱野稔人       | 2012年3月17日 土曜日24:20 - 24:50 |
| 困っている人のニーズと向きあえ   | 評論家・荻上チキ       | 2012年3月17日 土曜日24:50 - 25:20 |
| “OSの壊れた国”で生きていくために | 批評家・宇野常寛       | 2012年3月24日 土曜日24:20 - 24:50 |
| マジックワードにダマされるな     | エコノミスト・飯田泰之 | 2012年3月24日 土曜日24:50 - 25:20 |

中高年は見た!ニッポンのジレンマ
| タイトル                  | 司会   | 放送日時                           |
| ------------------------- | ------ | ---------------------------------- |
| 新世代の声はどう届いたか? | 青井実 | 2012年12月28日 金曜日24:00 - 25:30 |

## スタジオ討論・出演者
| 人物名                   | 生誕年 | 肩書き                                                            | 出演回         |
| ------------------------ | ------ | ----------------------------------------------------------------- | -------------- |
| 飯田泰之                 | 1975年 | エコノミスト、駒澤大学准教授                                      | 1 2            |
| 猪子寿之                 | 1977年 | ウルトラテクノロジスト集団チームラボ代表                          | 1 3 6 11 28    |
| 宇野常寛                 | 1978年 | 評論家、批評誌「PLANETS」編集長                                   | 1 2 5 6        |
| 荻上チキ                 | 1981年 | 評論家                                                            | 1 2            |
| 開沼博                   | 1984年 | 社会学者                                                          | 1 7            |
| 萱野稔人                 | 1970年 | 哲学者、津田塾大学学芸学部国際関係学科准教授                      | 1 2 6 29       |
| 駒崎弘樹                 | 1979年 | 社会起業家、フローレンス代表                                      | 1              |
| 齋藤ウィリアム浩幸       | 1971年 | 起業家、ベンチャーキャピタリスト                                  | 1              |
| 澁谷知美                 | 1972年 | 社会学者、東京経済大学准教授                                      | 1              |
| 城繁幸                   | 1973年 | 人事コンサルタント、作家                                          | 1 6            |
| 松岡由希子               | 1973年 | フリーライター                                                    | 1              |
| 水無田気流               | 1970年 | 社会学者、詩人                                                    | 1 2 9 32       |
| 安藤美冬                 | 1980年 | フリーランス、「自分をつくる学校」学長                            | 2 6 9 10       |
| 小川仁志                 | 1970年 | 政治哲学者、徳山工業高等専門学校准教授                            | 2              |
| 瀬谷ルミ子               | 1977年 | NPO法人・日本紛争予防センター（JCCP）事務局長                     | 2              |
| 瀧本哲史                 | 未公表 | 京都大学産官学連携本部客員准教授、エンジェル投資家                | 2              |
| 與那覇潤                 | 1979年 | 日本史研究者、愛知県立大学准教授                                  | 2 5 10 18 21   |
| 東浩紀                   | 1971年 | 作家、批評家                                                      | 3              |
| 石戸奈々子               | 1979年 | NPO法人CANVAS理事長                                               | 3              |
| 苫野一徳                 | 1980年 | 教育哲学者                                                        | 3              |
| イケダハヤト             | 1986年 | ブロガー                                                          | 4              |
| 小島梨揮                 | 1986年 | 株式会社ウィルゲート 代表取締役                                   | 4              |
| 高木新平                 | 1987年 | コンテクストデザイナー                                            | 4 26           |
| 田中伶                   | 1988年 | プロ・バリュー代表、キャリアプロデューサー                        | 4              |
| 西井美保子               | 1986年 | 電通総研研究員                                                    | 4              |
| 古市憲寿                 | 1985年 | 社会学者                                                          | 4 8 9~         |
| 木村草太                 | 1980年 | 憲法学者、首都大学東京法学系准教授                                | 5              |
| 陳天璽                   | 1971年 | 国立民族学博物館准教授                                            | 5              |
| 土井香苗                 | 1975年 | 国際NGO・ヒューマン・ライツ・ウォッチ 日本代表                    | 5              |
| 吉田徹                   | 1975年 | 政治学者、北海道大学公共政策大学院准教授                          | 5              |
| 安藤至大                 | 1976年 | 経済学者、日本大学准教授                                          | 6              |
| 石井光太                 | 1977年 | 作家                                                              | 6              |
| 木暮太一                 | 1977年 | 経済入門書作家、経済ジャーナリスト                                | 6 12           |
| 西條剛央                 | 1974年 | 心理学者、哲学者                                                  | 6              |
| 白木夏子                 | 1981年 | 社会起業家、ジュエリーブランド「HASUNA」代表                      | 6              |
| 河村和徳                 | 1971年 | 政治学者、東北大学大学院情報科学研究科准教授                      | 7              |
| 藤沢烈                   | 1975年 | 復興コーディネーター、経営コンサルタント                          | 7              |
| 西田亮介                 | 1983年 | 公共政策学者、立命館大学大学院特別招聘准教授                      | 8 25           |
| 藤村龍至                 | 1976年 | 建築家、ソーシャルアーキテクト、東洋大学専任講師                  | 8 16 18        |
| 山崎亮                   | 1973年 | コミュニティーデザイナー、京都造形芸術大学教授                    | 8              |
| 小室淑恵                 | 1973年 | 株式会社ワークライフ・バランス代表取締役社長                      | 9              |
| 小松真実                 | 1975年 | ミュージックセキュリティーズ株式会社代表取締役                    | 10             |
| 濱野智史                 | 1980年 | 批評家、株式会社日本技芸リサーチャー                              | 10             |
| 秋岡明香                 | 1975年 | ネットワークデザイン学、明治大学准教授                            | 11             |
| 岩瀬大輔                 | 1976年 | ライフネット生命保険株式会社代表取締役副社長                      | 11 31          |
| 大場紀章                 | 1979年 | 株式会社テクノバ研究員                                            | 11             |
| 宮下芳明                 | 1976年 | 先端メディアサイエンス学、明治大学准教授                          | 11             |
| 若野友一郎               | 1973年 | 現象数理学、明治大学准教授                                        | 11             |
| 槌屋詩野                 | 1979年 | 株式会社Hub Tokyo代表取締役                                       | 12             |
| 山口揚平                 | 1975年 | ブルー・マーリン・パートナーズ代表取締役                          | 12             |
| 田原総一朗               | 1934年 | ジャーナリスト、早稲田大学特命教授                                | 13             |
| 北川拓也                 | 1985年 | 理論物理学者、楽天株式会社執行役員                                | 14             |
| 税所篤快                 | 1989年 | 五大陸ドラゴン桜e-Education project代表                           | 14             |
| 松田悠介                 | 1983年 | Learning for All 代表、Teach For Japan創設者兼CEO                 | 14             |
| Sputniko!(スプツニ子！） | 1985年 | アーティスト                                                      | 15             |
| 高木正勝                 | 1979年 | 映像作家、音楽家                                                  | 15             |
| 平野啓一郎               | 1975年 | 作家                                                              | 15             |
| 新雅史                   | 1973年 | 社会学者                                                          | 16 17          |
| 齋藤桂太                 | 1987年 | アーティスト                                                      | 16             |
| 鈴木菜央                 | 1976年 | NPOグリーンズ代表                                                 | 16             |
| 伊藤直樹                 | 1971年 | クリエイティブディレクター                                        | 17             |
| 鈴木謙介                 | 1976年 | 関西学院大学社会学部准教授                                        | 17             |
| 山口純哉                 | 1971年 | 長崎大学経済学部准教授                                            | 17             |
| 家入一真                 | 1978年 | 起業家、Liverty代表                                               | 18             |
| はあちゅう（伊藤春香）   | 1986年 | ブロガー、作家                                                    | 18 20 33       |
| 江口晋太朗               | 1984年 | 編集者、ジャーナリスト                                            | 18             |
| 白井聡                   | 1977年 | 政治学者、文化学園大学助教                                        | 18             |
| 施光恒                   | 1971年 | 政治学者、九州大学大学院比較社会文化研究院准教授                  | 18             |
| 先崎彰容                 | 1975年 | 日本思想研究者、東日本国際大学准教授                              | 18 20 26 28 31 |
| 仲暁子                   | 1984年 | ウォンテッドリー株式会社代表取締役CEO                             | 18 22 23 28    |
| ハリス鈴木絵美           | 1983年 | Change.org 日本代表                                               | 18             |
| 佐々木紀彦               | 1979年 | 東洋経済オンライン編集長                                          | 19 27          |
| 佐渡島庸平               | 1979年 | 株式会社コルク 代表取締役社長                                     | 19             |
| 武田俊                   | 1986年 | KAI-YOU, LLC. ファウンダー、ディレクター                          | 19             |
| 丹所千佳                 | 1983年 | 編集者                                                            | 19             |
| 津田大介                 | 1973年 | ジャーナリスト、メディア・アクティビスト                          | 20             |
| 中室牧子                 | 1975年 | 教育経済学者、慶應義塾大学総合政策学部准教授                      | 21             |
| 山崎大祐                 | 1980年 | 株式会社マザーハウス取締役副社長                                  | 21             |
| 横田幸信                 | 1980年 | イノベーション・サイエンティスト、東京大学i.schoolディレクター    | 21             |
| 岩佐琢磨                 | 1978年 | 株式会社Cerevo代表取締役                                          | 22             |
| 刈内一博                 | 1978年 | 野村不動産株式会社海外事業部                                      | 22             |
| シェルバ英子             | 1976年 | ファーストリテイリングCSR部ソーシャルイノベーションチームリーダー | 22             |
| 服部泰宏                 | 1980年 | 経営学者、横浜国立大学大学院国際社会科学研究院准教授              | 23             |
| 堀口美奈                 | 1990年 | 大手総合商社勤務                                                  | 23 28 33       |
| 松本紹圭                 | 1979年 | 浄土真宗本願寺派光明寺僧侶、一般社団法人お寺の未来代表理事        | 23             |
| 浅川芳裕                 | 1974年 | 農業ジャーナリスト、農業総合サイト「農業ビジネス」編集長          | 24             |
| 伏見友季                 | 1979年 | 久松農園農場長                                                    | 24             |
| 宮治勇輔                 | 1978年 | 株式会社みやじ豚社長、農家のこせがれネットワーク代表理事          | 24             |
| 横田修一                 | 1976年 | 横田農場代表取締役、全国稲作経営者会議青年部会長                  | 24             |
| 伊藤洋志                 | 1979年 | 仕事づくりレーベル「ナリワイ」代表                                | 25             |
| 古賀和香子               | 1977年 | 認定ＮＰＯ法人育て上げネット若年支援事業部担当課長                | 25             |
| 吉田浩一郎               | 1974年 | 株式会社クラウドワークス代表取締役社長兼CEO                       | 25             |
| Tehu                     | 1995年 | ディレクター、クリエイター                                        | 26             |
| 春名風花                 | 2001年 | Twitterで17万人のフォロワーを持つ現役女子中学生                   | 26             |
| 村上裕一                 | 1984年 | 批評家、株式会社梵天代表                                          | 26 28          |
| 寸（すん）               | 1977年 | Webディレクター、俳人                                             | 27             |
| ドミニク・チェン         | 1981年 | 起業家、研究者                                                    | 27 28          |
| 米重克洋                 | 1988年 | 起業家                                                            | 27             |
| 稲垣あゆみ               | 1982年 | LINE株式会社LINE企画チームマネージャー                            | 28             |
| 五野井郁夫               | 1979年 | 高千穂大学経営学部准教授                                          | 28             |
| 北条かや                 | 1986年 | ライター                                                          | 28             |
| 三浦瑠麗                 | 1980年 | 国際政治学者、東京大学政策ビジョン研究センター客員研究員          | 28 33          |
| 安田洋祐                 | 1980年 | 経済学者、大阪大学大学院経済学研究科准教授                        | 28 29          |
| 崔真淑                   | 1983年 | マクロエコノミスト                                                | 29             |
| 阿部真大                 | 1976年 | 社会学者、甲南大学准教授                                          | 30             |
| 日下慶太                 | 1976年 | コピーライター、株式会社電通                                      | 30             |
| 徐子雁                   | 1986年 | デザイナー                                                        | 30             |
| 石井英真                 | 1977年 | 教育学者、京都大学大学院教育学研究科准教授                        | 31             |
| パックン                 | 1970年 | お笑い芸人、東京工業大学非常勤講師                                | 31             |
| 藤井悠夏                 | 1983年 | 株式会社Famarry代表取締役                                         | 31             |
| 筧裕介                   | 1975年 | デザイナー、大手広告代理店勤務                                    | 32             |
| 三田愛                   | 1978年 | 観光・地域活性化研究機関研究員                                    | 32             |
| 豊田哲也                 | 1970年 | 国際教養大学准教授、アジア地域研究連携機構副機構長                | 32             |
| 増田幹人                 | 1977年 | 人口学者、駒沢大学経済学部講師                                    | 32             |
| 中野円佳                 | 1984年 | 女性活用ジャーナリスト、研究者                                    | 33             |

中高年は見た!ニッポンのジレンマ
| 人物名   | 生誕年 | 肩書き                                                   |
| -------- | ------ | -------------------------------------------------------- |
| 島田雅彦 | 1961年 | 作家、法政大学国際文化学部教授                           |
| 田中里沙 | 1966年 | 雑誌「宣伝会議」取締役編集室長                           |
| 堀紘一   | 1945年 | 経営コンサルタント、ドリームインキュベータ代表取締役会長 |
| 山田昌弘 | 1957年 | 家族社会学者、中央大学文学部教授                         |

## スタッフ
- ナレーション：細谷佳正
- CG制作：宮井勇気
- ディレクター：谷本庄平、岸枢宇己、佐藤宗明、下口谷充、大西隼
- アシスタントプロデューサー：堤響子、森由美
- プロデューサー：高橋才也
- 制作統括：高瀬雅之、丸山俊一
- 制作協力：NHKエデュケーショナル、テレビマンユニオン